# Département d'Ocotepeque
Le département d'Ocotepeque (en espagnol : Departamento de Ocotepeque) est un des 18 départements du Honduras.

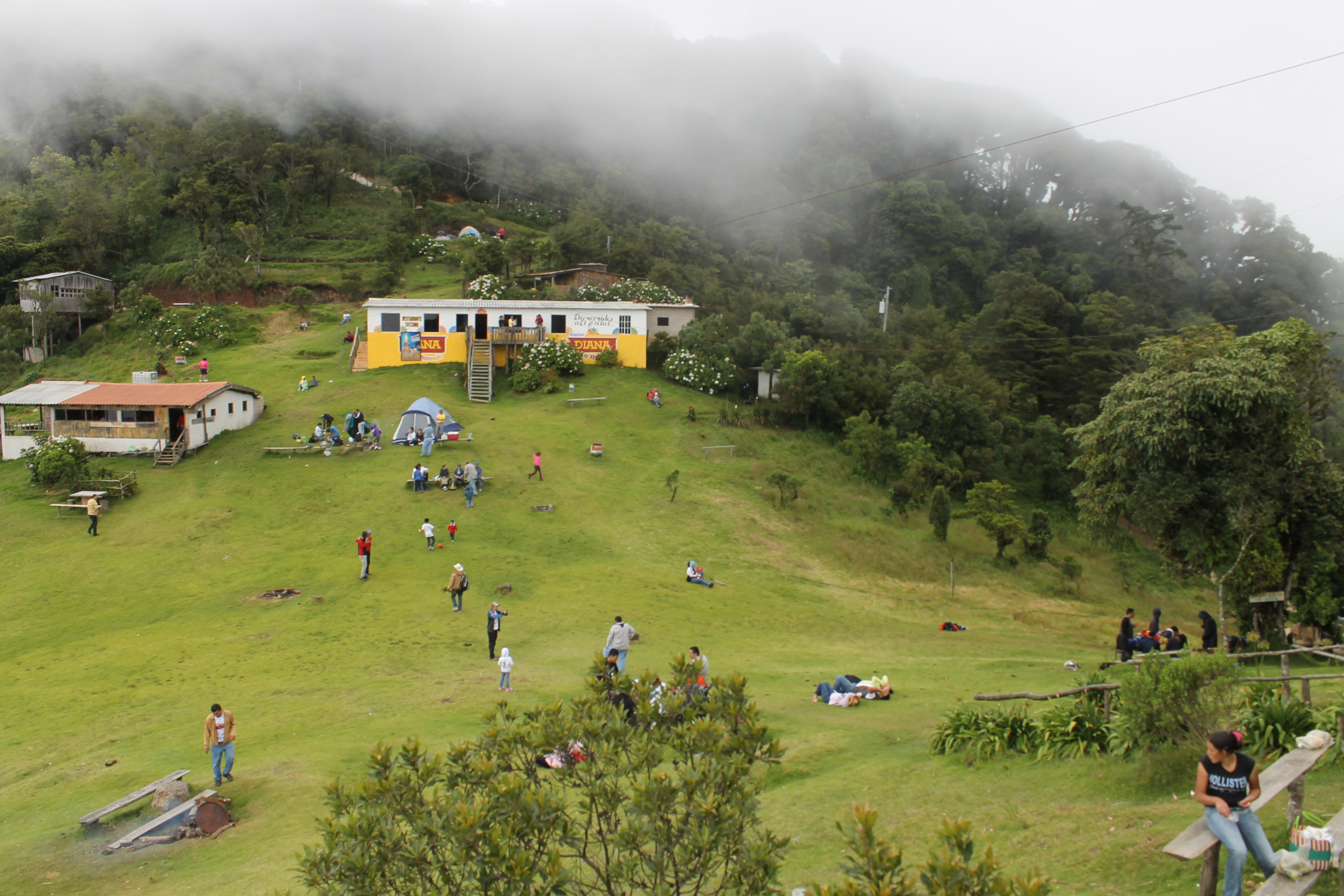

## Histoire
Le département a été créé en 1906, par démembrement partiel du département de Copán.

## Géographie
Le département est limitrophe :
- au nord, du département de Copán,
- au sud-est, du département de Lempira,
- au sud-ouest, de la république du Salvador,
- au nord-ouest, de la république du Guatemala.

Il a une superficie de 1 680 km².

## Subdivisions
Le département comprend 16 municipalités :
- Belén Gualcho
- Concepción
- Dolores Merendon
- Fraternidad
- La Encarnación
- La Labor
- Lucerna
- Mercedes
- Ocotepeque
- San Fernando
- San Francisco del Valle
- San Jorge
- San Marcos
- Santa Fé
- Sensenti
- Sinuapa